# Pripjat (rivier)
De Pripjat (Oekraïens: Прип'ять; Wit-Russisch: Прыпяць, Prypjats; Pools: Prypeć; Russisch: Припять, Pripjat) is een Oost-Europese rivier die stroomt in Oekraïne en Wit-Rusland. De lengte is 761 km. De rivier mondt ten noorden van Kiev uit in de Dnjepr. De grootste steden aan de rivier zijn Pinsk en Mozir, beide in Wit-Rusland. De grootste zijrivier is de Horyn.
De bron van de Pripjat ligt in het uiterste noordwesten van Oekraïne, op ca 10 km van de Poolse grens in de streek Wolynië. Aan de Poolse kant van de grens liggen op deze hoogte het stadje Włodawa en het historisch bekende Sobibór. De Pripjat stroomt in oostelijke richting en passeert ten zuiden van Pinsk de grens met Wit-Rusland. Vanaf hier is de rivier bevaarbaar. De Pripjat stroomt nu door het dunbevolkte laagland van Polesië, waar zich een uitgestrekt moerasgebied bevindt. Bij de stad Mozir bevinden zich echter weer steile oevers. Vanaf deze stad stroomt de Pripjat in zuidoostelijke richting.
Voor de stad Pripjat komt de rivier weer op Oekraïens grondgebied. De monding in de Dnjepr bevindt zich even verderop bij Tsjernobyl, een naam die sinds 1986 door de ramp met de plaatselijke kernreactor wereldwijd bekend werd.

## Pripjatmoerassen
De Pripjatmoerassen langs de Pripjat vormen een van de grootste wetlands van Europa. In de zestiger jaren is een deel van deze moerassen drooggelegd. Toch zijn er nog uitgestrekte natuurgebieden over. Tussen Toeraw en Petrykaw ligt aan de rechterkant van de Pripjat het nationale park Pripjatski. Dit 82.529 hectare grote park is in 1996 opgericht als voortzetting van een landschapspark en een hydrologisch natuurreservaat. De afstand van west naar oost is 64 kilometer, van noord naar zuid 27 kilometer. Het park omvat naast het dal van de Pripjat uitgestrekte bossen, hoogveen en kleine beekjes. Het hele gebied kent een gematigd reliëf. De rivier zelf loopt overigens net buiten het gebied.
- Gemeinsame Normdatei: 4473387-2
- Library of Congress Control Number: sh85106916
- Nationale Bibliotheek van Israël: 987007536354805171
- Virtual International Authority File: 238761169